# Lipsi (Insel)
Lipsi (griechisch Λειψοί [liˈpsi] (m. pl.), auch Lipsos) ist eine griechische Dodekanes-Insel. Sie bildet zusammen mit mehreren unbewohnten kleinen Inseln eine Gemeinde (dimos δήμος) innerhalb der Region Südliche Ägäis.

## Geographie

### Geographische Lage

Der Hafen von Lipsi mit der Kirche Agios Ioannis Theologos

Lipsi liegt in der östlichen Ägäis 13 km östlich von Patmos, 9 km nördlich von Leros und 5 km südlich von Arki. Die maximale Ausdehnung der 15,84 km² großen Insel beträgt von Nordwest nach Südost fast 8 km. Die geschützte natürliche Hafenbucht auf der Südseite untergliedert die Insel in zwei verschieden große Halbinseln. Diese werden nördlich der Hafenbucht Ormos Lipson (Όρμος Λειψών) durch eine Landbrücke, die mit etwa 750 m die schmalste Stelle der Insel darstellt, verbunden. Der einzige Ort liegt östlich des Hafens und erstreckt sich teilweise auf die angrenzende Halbinsel. Überwiegend landwirtschaftlich geprägt, zum Teil mit Terrassen angelegt, erreicht die etwa 2 × 4 km große hügelige Halbinsel eine maximale Höhe von 113 m und mit dem Kastrohügel im Süden 108 m. Die größere (4,5 × 3 km) westliche Halbinsel ist bergiger und nahezu unbesiedelt. Westlich des Hafens liegt der etwas über 200 m hohe Berg Plaka (Πλάκα) dem nordwestlich mit 277 m der Berg Skafi (Σκάφη), die höchste Erhebung der Insel folgt. Neben der Hafenbucht gibt es noch weitere größere Buchten, im äußersten Nordwesten die Moschato-Bucht (Όρμος Μοσχάτο) und Platys Gialos (Πλατύς Γιαλός) sowie im Südosten Chochlakoura (Χοχλακούρα) und im Süden Katsadia (Κατσαδιά).
Die Meerestiefe zwischen der Hauptinsel und den umliegenden Inseln, die in mehrere kleine Gruppen gegliedert sind, beträgt nicht mehr als 100 m, innerhalb der kleinen Inselgruppen deutlich weniger. Insgesamt liegt die Gesamtfläche der umliegenden Inseln bei etwa 1,5 km².

### Die einzelnen Inseln
| Name                           | griechischer Name                       | Gruppe                               | Fläche km² | Lage                          |
| ------------------------------ | --------------------------------------- | ------------------------------------ | ---------- | ----------------------------- |
| Lipsi                          | Λειψοί (m. pl.)                         |                                      | 15,840     | 37° 18′ 00″ N, 026° 45′ 00″ O |
| Arefousa                       | Αρέφουσα (f. sg.)                       | Refoulia (Ρεφούλια)                  | 00,175     | 37° 19′ 54″ N, 026° 42′ 41″ O |
| Nisi Manoli (fünf Inseln)      | Νήσοι Μανώλη (m. pl.)                   | Refoulia (Ρεφούλια)                  | 00,029     | 37° 20′ 22″ N, 026° 43′ 25″ O |
| Megalo Aspronisi               | Μεγάλο Ασπρονήσι (n. sg.)               | Voria Aspronisia (Βόρεια Ασπρονήσια) | 00,056     | 37° 19′ 01″ N, 026° 48′ 19″ O |
| Makry Aspronisi                | Μακρύ Ασπρονήσι (n. sg.)                | Voria Aspronisia (Βόρεια Ασπρονήσια) | 00,048     | 37° 18′ 27″ N, 026° 48′ 11″ O |
| Mikro Aspronisi                | Μικρό Ασπρονήσι (n. sg.)                | Voria Aspronisia (Βόρεια Ασπρονήσια) | 00,037     | 37° 18′ 22″ N, 026° 48′ 26″ O |
| Paploma                        | Πάπλωμα (n. sg.)                        |                                      | 00,004     | 37° 18′ 33″ N, 026° 46′ 51″ O |
| Kouloura Ost                   | Κουλούρα Α (f. sg.)                     | Notia Aspronisia (Νότια Ασπρονήσια)  | 00,078     | 37° 16′ 58″ N, 026° 47′ 56″ O |
| Kouloura West                  | Κουλούρα Δ (f. sg.)                     | Notia Aspronisia (Νότια Ασπρονήσια)  | 00,020     | 37° 16′ 59″ N, 026° 47′ 35″ O |
| Notio Aspronisi West           | Νότιο Ασπρονήσι Δ (n. sg.)              | Notia Aspronisia (Νότια Ασπρονήσια)  | 00,010     | 37° 16′ 42″ N, 026° 47′ 57″ O |
| Notio Aspronisi Ost            | Νότιο Ασπρονήσι Α (n. sg.)              | Notia Aspronisia (Νότια Ασπρονήσια)  | 00,007     | 37° 16′ 42″ N, 026° 47′ 59″ O |
| Megalo Kalapodi                | Μεγάλο Καλαπόδι (n. sg.)                | Kalapodia (Καλαπόδια)                | 00,039     | 37° 15′ 19″ N, 026° 48′ 45″ O |
| Mikro Kalapodi                 | Μικρό Καλαπόδι (n. sg.)                 | Kalapodia (Καλαπόδια)                | 00,005     | 37° 15′ 17″ N, 026° 48′ 28″ O |
| Lyra                           | Λύρα (f. sg.)                           |                                      | 00,050     | 37° 16′ 37″ N, 026° 46′ 14″ O |
| Stavri                         | Σταυρή (f. sg.)                         | Kalavre-Inseln (Νήσοι Καλαυραί)      | 00,067     | 37° 16′ 02″ N, 026° 45′ 27″ O |
| Pilawi (Pilafi)                | Πιλάβι (n. sg.) (Πιλάφι)                | Kalavre-Inseln (Νήσοι Καλαυραί)      |            | 37° 15′ 58″ N, 026° 45′ 06″ O |
| Psomo (Psomi, Psomos)          | Ψωμό (n. sg.) (Ψωμί, Ψώμος)             | Kalavre-Inseln (Νήσοι Καλαυραί)      | 00,071     | 37° 16′ 19″ N, 026° 45′ 06″ O |
| Kaparonisi (Kappari)           | Καπαρονήσι (n. sg.) (Καππάρι)           | Kalavre-Inseln (Νήσοι Καλαυραί)      | 00,068     | 37° 16′ 10″ N, 026° 44′ 49″ O |
| Piato                          | Πιάτο (n. sg.)                          | Kalavre-Inseln (Νήσοι Καλαυραί)      | 00,060     | 37° 16′ 23″ N, 026° 44′ 44″ O |
| Makronisi (Makry)              | Μακρονήσι (n. sg.) (Μακρύ)              | Kalavre-Inseln (Νήσοι Καλαυραί)      | 00,197     | 37° 16′ 25″ N, 026° 44′ 14″ O |
| Frangkos                       | Φράγκος (m. sg.)                        |                                      | 00,225     | 37° 15′ 18″ N, 026° 43′ 09″ O |
| Saraki (Sarakiniko, Sarakinos) | Σαράκι (n. sg.) (Σαρακήνικο, Σαρακηνός) |                                      | 00,007     | 37° 13′ 41″ N, 026° 42′ 01″ O |

Quelle: Inselangaben aus, Lipsi 

### Natur

#### Fauna
Im Vergleich zum nahe gelegenen kleinasiatischen Festland ist die Reptiliengemeinschaft stark verarmt und wird als Ergebnis eines anhaltenden Aussterbeprozesses angesehen. Von Lipsi und den umliegenden Inseln sind die beiden Geckoarten Ägäischer Nacktfinger (Mediodactylus kotschyi) und Europäischer Halbfinger (Hemidactylus turcicus turcicus) bekannt. Es gibt eine Umkehrbeziehung der Häufigkeit der beiden Arten. Auf Inseln, auf denen Mediodactylus kotschyi häufig ist, ist Hemidactylus turcicus turcicus sehr selten und umgekehrt. Auf Lipsi existiert eine Population der Kleinasiatischen Bergotter (Montivipera xanthina), die erstmals in der zweiten Hälfte des 20. Jahrhunderts in der südöstlichen Ägäis nachgewiesen wurde.
Da Eleonorenfalken die Inseln jährlich als Brutgebiet aufsuchen, zählt die griechische Vogelschutzorganisation Lipsi zu den zehn wichtigsten Vogelschutzgebieten Griechenlands. Weitere geschützte Vögel die die Inseln zum Brüten aufsuchen sind Korallenmöwe und Mittelmeer-Sturmtaucher, ganzjährig leben Adlerbussard und Krähenscharbe auf den Inseln.

#### Naturschutz
Lipsi, Arki, Agathonisi, die umliegenden Inseln sowie das angrenzende Meeresgebiet wurde als Natura-2000-Gebiet GR 4210010 Arkoi, Leipsoi, Agathonisi kai Vrachonisides (Αρκοί-Λειψοί-Αγαθονήσι & Βραχονησίδες) ausgewiesen und Teile davon zugleich als Europäisches Vogelschutzgebiet GR 4210016 Nisos Lipsi & Nisides (Νήσος Λειψοί & Νησίδες) bzw. als IBA („Important Bird Area“)-Gebiet GR 160 Islets of North Dodekanisa (Νησίδες και βραχονησίδες Βορείων Δωδεκανήσων) eingestuft.

## Geschichte
Aufgrund von Keramikfunden in der Nähe der kleinen Kirche Agios Nikolaos aus der mykenischen Zeit (ca. 1600–1050 v. Chr.), der protogeometrischen und geometrischen Zeit (ca. 1050–700 v. Chr.) sowie der hellenistischen Zeit kann eine durchgehende Besiedlung von Lipsi seit mindestens der Spätbronzezeit angenommen werden.
Nach einigen antiken Quellen sollen auf der Insel in der Frühzeit Karer gelebt haben. Später siedelten Dorer auf Lipsi. Auch eine Besiedelung durch Ionier aus dem kleinasiatischen Milet ist durch eine Marmor-Inschrift belegt. Fundamentreste einer Befestigungsanlage aus dem 4. Jahrhundert v. Chr. auf dem Kastrohügel südöstlich der Stadt werden einer Akropolis zugeordnet. Während des Peloponnesischen Krieges dienten die Gewässer beiden Parteien als Ankerplatz.
Zwischen dem heutigen Ort und der Akropolis wurden Gräber der hellenistischen und römischen Zeit entdeckt.
Ständig wiederkehrende Piratenüberfälle in der byzantinischen Zeit führten zur Bevölkerungsabnahme und hatten zur Folge, dass Lipsi zum Piratenversteck wurde. Nach einer Schenkung durch den byzantinischen Kaiser Alexios I. Komnenos gelangte Lipsi 1087 zusammen mit einigen kleineren Inseln an den Mönch Christodoulos und im folgenden Jahr mit der Gründung des Johannesklosters auf Patmos in dessen Besitz. In den folgenden Jahrhunderten diente die Insel als Acker- und Weidland des Klosters und wurde von Eremiten als Rückzugsort ausgewählt.
Der Eroberung der Dodekanesinseln ab 1308 durch die Johanniter folgte 1522 unter Süleyman I. die osmanische Herrschaft. Nach der Eroberung Kretas 1669 suchten kretische Familien Zuflucht auf Lipsi und gründeten den heutigen Ort.
Während des Italienisch-Türkischen Krieges besetzten im Mai 1912 Truppen des Königreichs Italien die Dodekanesinseln. Zunächst dauerte die italienische Besatzung bis 1923 an, durch den Vertrag von Lausanne wurden die Italienischen Ägäis-Inseln dem Königreich Italien zugesprochen. Mit der Kapitulation Italiens während des Zweiten Weltkrieges im November 1943 gelangten die Inseln bis Mai 1945 unter deutsche Besatzung. Die vorläufige britische Verwaltung dauerte bis zum 31. März 1947 an, am 7. März 1948 wurden die Inseln in den griechischen Staat integriert.
| Jahr      | 1947 | 1951 | 1961 | 1971 | 1981 | 1991 | 2001 | 2011 |
| --------- | ---- | ---- | ---- | ---- | ---- | ---- | ---- | ---- |
| Einwohner | 873  | 885  | 724  | 597  | 574  | 606  | 698  | 790  |

## Sehenswürdigkeiten

### Kirchen
Agios Ioannis Theologos
Agios Ioannis Theologos (Άγιος Ιωάννης ο Θεολόγος) ist die größte Kirche der Insel. Die Kirche steht in der Ortsmitte über dem Hafen. Der Bau wurde von Auswanderern aus Australien und den USA finanziert. In der Kirche befindet sich die wundertätige Ikone Panagia tou Charou (Παναγιά του Χάρου ‚Muttergottes des Todes‘) die um 1600 entstand und Maria ein Kruzifix haltend zeigt.
Vertrocknete Lilien, die im April 1943 an der Ikone angebracht wurden, bildeten im August am Stängel kleine Knospen und erblühten am 23. August (Εννιάμερα της Παναγίας). Seither ist dieses Phänomen jährlich zu beobachten.
Panagia tou Charou

Die Kirche Panagia tou Charou

Der Kirchenname Panagia tou Charou (Παναγιά του Χάρου) stammt von der gleichnamigen Ikone, die sich heute in der Hauptkirche von Lipsi Agios Ioannis Theologos befindet. In einer landwirtschaftlich geprägten Umgebung mit Wein- und Olivenanbau liegt die Kirche. Vermutlich im 7. oder 8. Jahrhundert erbaut wurde von zwei Mönchen aus Patmos 1600 ein Kloster gründeten. Im 20. Jahrhundert wurde die Kirche durch einen Narthex an der Ostseite erweitert.
Panagia Kouselio
Die Kirche Panagia Kouselio (Παναγιά του Κουσέλιου) steht auf dem Fundament eines antiken Tempels. Beim Bau wurden Teile des antiken Tempels und Marmorinschriften aus byzantinischer Zeit mit verarbeitet. Bei der Kirche befinden sich die Überreste einer frühchristlichen dreischiffigen Basilika aus dem 5. Jahrhundert v. Chr., die mit einem großen, kreuzförmigen Taufbecken und Bodenmosaiken ausgestattet war.
Kimisis tis Theotokou
Die beiden Kirchen der Kimisis tis Theotokou (Κοίμησης της Θεοτόκου ‚Entschlafung der Gottesgebärerin‘) verbindet der etwa 900 m lange gepflasterte Weg Monopati tis Koimisis. Die obere Kirche Pano Panagia wurde um 1500 erbaut, die untere Kato Panagia 1770. In den Einsiedeleien lebte bis in die 1990er Jahre ein Mönch, seit neuestem ist die obere Einsiedelei erneut bewohnt.

### Kirchen- und Volkskundemuseum
Das Kirchen- und Volkskundemuseum (Νικηφόρειο Εκκλησιαστικό Λαογραφικό Μουσειό) liegt an der Platia. Ausgestellt werden neben Ikonen aus dem 16. und 17. Jahrhundert, Kruzifixe, Sakralgewänder sowie Trachten und Münzen aus verschiedenen Epochen der Insel. Zudem beinhaltet die Sammlung archäologische Kleinfunde, ein ionisches Kapitell aus dem 4. Jahrhundert v. Chr. und Öllampen aus dem 3. Jahrhundert v. Chr.

## Wirtschaft
Das Haupteinkommen der Bevölkerung liegt in der Landwirtschaft, der Fischerei und Einkünften aus dem Individualtourismus. Etwa 80 % der Einwohner gehen einem Zweitberuf nach. Knapp mehr als die Hälfte der Fischer kann ausschließlich vom Beruf leben. Die durch die Emigration der 1950er und 1960er Jahren entstanden Brachflächen werden heute wieder für den Weinbau genutzt.

### Landwirtschaft
Aufgrund der kargen Böden, geringer Niederschläge und anhaltender Winde in Verbindung mit unzureichenden Bewässerungsmöglichkeiten können keine großen Erträge erwirtschaftet werden. Nach dem Ergebnis eines Marktforschungsprojekt könnten viele Produkte ökologisch zertifiziert werden, besonders Wein und Olivenöl.
Auf Lipsi hat der Weinbau eine Tradition, die bis in die Antike zurückreicht. Reben der Sorte Fokiano (φωκιανό), die einen Rotwein mit einem Alkoholgehalt von 16 bis 20 Prozent ergeben, sowie Tafeltrauben der Sorte Victoria (βικτώρια) werden auf Terrassen kultiviert. Während der letzten zehn Jahre wurden 8000 neue Rebstöcke gepflanzt. Die Erzeuger haben sich in einer Winzergenossenschaft zusammengeschlossen, produziert wird überwiegend für den lokalen Markt.
Das milde Klima begünstigt die Kultur von etwa 15.000 Olivenbäumen. Die Bäume der Sorte Koroneiki produzieren kleine Früchte und ergeben ein Öl von ausgezeichneter Qualität, das in einer modernen Mühle gewonnen wird. Weitere landwirtschaftliche Produkte sind Gemüse besonders getrocknete Tomaten und Getreide, die Produktion von Mais dient fast ausschließlich dem Eigenbedarf.
In Weidewirtschaft gehaltene Ziegen sowie eine geringe Anzahl Kühe liefern Milch für die Produktion von Feta, Mizithra und Frischkäse sowie Fleisch. Die Imkerei wird überwiegend zur Einkommensaufbesserung betrieben, erzeugt wird hauptsächlich Thymianhonig.

### Fischerei
Neben der Landwirtschaft stellt die Fischerei eine weitere bedeutende Einkommensquelle dar. Die Fänge werden auf die nahe gelegenen Inseln Patmos und Leros verkauft, aber auch die Märkte von Athen und Piräus werden das ganze Jahr über beliefert. Zusätzlich wird in den Sommermonaten die touristische Nachfrage bedient. Gefangen werden u. a. Echte Bonitos, Makrelen, Goldstriemen, Kraken verschiedene Brassen wie Seebrassen und Goldbrassen, Drachenkopf und Hummer.
Die Abnahme der Fischbestände innerhalb der vergangenen Jahre wird in Zusammenhang mit der Schleppnetzfischerei gebracht. Mindestabstände zur Küste wurden nicht eingehalten und zu viele Jungfische gefangen. Weitere negativen Auswirkungen in flacheren Küstenabschnitten ist die Zerstörung der Seegraswiesenbestände, denen eine bedeutende Rolle im marinen Ökosystem zukommt. Eine Fischfarm in der Moschato Bucht hat zwischenzeitlich ihren Betrieb eingestellt.

### Tourismus
Nach offiziellen Angaben verfügt die Insel über etwa 400 Gästebetten, davon entfallen 120 auf zwei Hotels. Ein Gemeinderatsbeschluss aus dem Jahr 1988 untersagt die Errichtung von Hotels mit mehr als 60 Betten. Daneben existieren Apartmentanlagen mit bis zu 10 Einheiten sowie zahlreiche Privatzimmer. Die Saison dauert von April bis Oktober, mit einem Höhepunkt in den Monaten Juni bis August. Etwa ein Viertel der Besucherzahl entfällt auf ehemalige Einwohner gefolgt von sonstigen Griechen. Mit Abstand die meisten anderen Urlaubsgäste kommen aus Italien, die Übrigen aus Mittel- und Westeuropa. Die Gesamtzahl beläuft sich auf etwa 8000 Übernachtungen.

## Infrastruktur

### Verkehr
Der Hafen von Lipsi ist entsprechend der Nutzung in drei Zonen untergliedert. Etwas außerhalb des Ortes im nordwestlichen Bereich befindet sich der Fährhafen. In den Sommermonaten bestehen nahezu täglich Verbindungen mit Samos oder Kos, oder auch mit Flying Dolphins von den Nachbarinseln Leros und Patmos sowie von Großfähren, die auf der Linie zwischen Piräus und Rhodos verkehren. Im östlichen Hafengebiet und unmittelbar an den Hauptort angrenzend liegen der Fischereihafen und die kleine Marina. Der südliche Bereich des Hafenbeckens ist den kommerziellen Aktivitäten vorbehalten.
Das Straßennetz ist gut entwickelt und in einem guten Zustand, allerdings ist die Anzahl von Autos gering. Auch von außerhalb kommen nur wenige Autos auf die Insel, da Lipsi überwiegend von kleinen Fähren angelaufen wird. Aufgrund der geringen Inselgröße – die maximal mögliche Entfernung vom Hauptort beträgt etwa 5 km – werden im Individualverkehr vor allem motorisierte Zweiräder benutzt.
In den Sommermonaten verkehren gemeindeeigene Busse mit maximal 15 Sitzplätzen. Hauptziel sind verschiedene Badestrände. Ansonsten steht ein privates Taxi zur Verfügung.
Die Anbindung an den nationalen und internationalen Flugverkehr erfolgt über die Flughäfen in Kos und Samos. Für Notfälle befindet sich oberhalb des Ortes ein Hubschrauberlandeplatz.

### Stromversorgung
Die Stromversorgung von Lipsi erfolgt über ein Unterseekabel von den Ölkraftwerken auf Kos und Kalymnos. In Planung ist die Installation einer Windkraftanlage auf dem Berg Plaka östlich des Hafens.

### Wasserversorgung
Wie auf anderen Inseln der südlichen Ägäis sind auch auf Lipsi die Wasserressourcen begrenzt. Das Eindringen von Brackwasser in den Grundwasserleiter konnte auf mehreren Inseln beobachtet werden. Um den täglichen Bedarf zu decken, sind die vorhandenen Reserven nicht ausreichend. Das Defizit wird heute mit kostenintensiven Wassertransporten in Betriebswasserqualität aus Rhodos ausgeglichen. Trinkwasser wird in Form von Einwegflaschen-Flaschen angeliefert. Um ein Mindestmaß an Autonomie zu erreichen, werden Niederschläge genutzt. Ein 42.000 m³ fassendes Staubecken wurde in unmittelbarer Nähe der Kirche Panagia tou Charou errichtet, ferner sind Zisternen bei Neubauten verpflichtend anzulegen. Der Betrieb einer Anlage zur Meerwasserentsalzung ist geplant, eine Rahmenvereinbarung zwischen dem Minister der Marine und lokalen Behörden wurde 2009 unterzeichnet.

### Abwasserbeseitigung
Lipsi verfügt über eine kommunale Kläranlage, die durch den Kontakt zum ehemaligen Präsidenten des Europäischen Parlaments und langjährigen Inselbesucher Charles Henry Plumb erbaut werden konnte. Unter Begleitung der EU Programme Envireg, Regionales Aktionsprogramm der Kommission für den Umweltbereich und Medspa, Gemeinschaftsaktion zum Schutz der Umwelt im Mittelmeerraum wurde die Anlage finanziert und ausgeführt. Da die Anlage in den Sommermonaten aufgrund des zunehmenden Tourismus an ihre Auslastungsgrenze stößt, wird eine Erweiterung erwogen, zuvor ist die Bevölkerungsentwicklung zu prüfen.

### Abfallentsorgung
Bisher fehlen Strukturen für eine geordnete Abfallentsorgung, geplant ist eine geregelte Deponie im Norden der Insel nordöstlich der Kirche Agios Ioannis. Durch die unkontrollierte Entsorgung und Verbrennung auf einer Müllkippe können Giftstoffe in die Umwelt gelangen, bei starken Winden drohen Brände. Von Gemeindeseite wird ein Recycling-System angestrebt, jedoch fehlt es an Transportmöglichkeiten der anfallenden Wertstoffe.